# بروكوستيلا
بروكوستيلا هي محافظة (بلدية) في مقاطعة فروزينوني في منطقة لاتسيو الإيطالية ، وتقع على بعد حوالي 100 كيلومتر (62 ميل) شرق روما وحوالي 25 كيلومتر (16 ميل) شمال شرق فروزينوني .
يقع بروكوستيلا على حدود البلديات التالية: اربينو و كامبولي وابنينو و فونتيكيارو و بوستا فيبرونو و سور .
ولد أجداد ليدي غاغا فينتشنزو فيري وفيلومينا كامبانا (والدا فيرونيكا روز بيسيت ) في هذه المدينة عندما كان اسمها لا يزال مجرد بروكو.

## توأمة المدن
- Navan, Ireland